# Parafia św. Apostołów Piotra i Pawła w Łeknie
Parafia św. Apostołów Piotra i Pawła w Łeknie - parafia rzymskokatolicka w Łeknie. Dawniej znajdowała się w dekanacie łeknieńskim. Obecnie znajduje się w dekanacie wągrowieckim. Obecnie jej proboszczem jest Marek Rerek. Od 1933 parafia jest połączona unią personalną z Parafią św. Mikołaja w Tarnowie Pałuckim.